# Björkviksgölen
Björkviksgölen var en sjö, nu våtmark, i Åtvidabergs kommun i Småland och ingår i Vindåns huvudavrinningsområde.